# Yacimiento arqueológico de El Puig

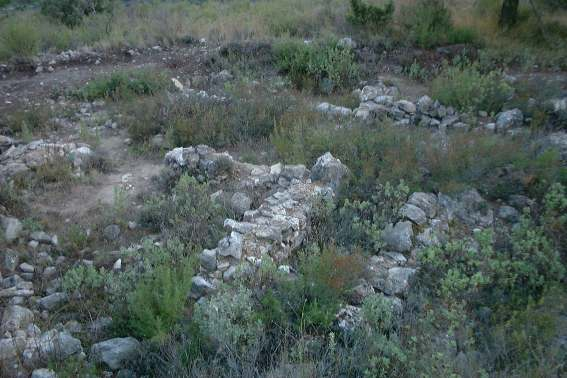
Departamentos cuadrangulares de El Puig.

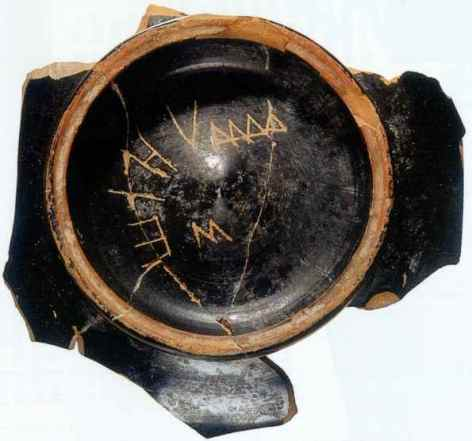
Cerámica con grafitos en alfabeto greco-ibérico de El Puig.

El yacimiento arqueológico de El Puig, cuya época corresponde al bronce y al ibérico antiguo (siglo V a. C.) y medio (destrucción en torno al siglo IV-siglo III a. C.), está situado en el término municipal de Alcoy (Alicante), España.
El yacimiento se sitúa en la meseta de El Puig, con unos 40 m de diámetro y una extensión de 1,5 ha, que pudo alcanzar las 3 ha en el periodo de mayor auge. En la parte oriental, donde el acceso es más fácil, una muralla cierra el paso. Del muro, de 10 m de longitud, surgen otros más estrechos que cierran el recinto. El poblado está muy erosionado, y los restos son más bien escasos (restos de muralla y un torreón defensivo, estructuras de departamentos cuadrangulares, restos de habitación).
En el siglo XIX fue castigado por buscadores de tesoros. El ingeniero Enrique Vilaplana Juliá fue el descubridor del poblado del Puig. Las primeras prospecciones serias fueron realizadas por Camilo Visedo Moltó. 
En 1964 fue excavado por el Laboratorio de Arqueología de la Universidad de Valencia, por V. Pascual y M. Tarradell, y desde 1982 por F. Rubio. En la excavación se identificaron materiales de la Edad del Bronce, y sobre ellos, nivel ibérico. Periodo orientalizante con presencia de ánforas fenicias y fíbulas tipo Alcores (siglos VII-VI a. C.) e Ibérico Antiguo con platos de cerámica gris y bicromas. Entre los materiales, destaca la abundancia de cerámicas importadas (ática de figuras rojas, ática de barniz negro), algunas con grafitos en alfabeto greco-ibérico, lo que permite estimar su destrucción dentro del siglo IV a. C.